# Synagoge (Tilburg)
De Tilburgse synagoge is een voormalig Joods gebedshuis te Tilburg dat zich bevindt aan de Willem II-straat 20. Het gebouw dateert van 1874.

## Geschiedenis
De eerste Joodse inwoner van Tilburg vestigde zich in 1767. Deze was afkomstig uit Oisterwijk, dat toen een belangrijker plaats was dan Tilburg zelf. Vanaf 1791 kwamen er meer Joden in Tilburg wonen.
Het aantal Joodse inwoners nam verder toe toen, in het begin van de 19e eeuw, de textielindustrie in Tilburg zich ontwikkelde en deze plaats Oisterwijk begon te overvleugelen. Aldus vestigde het grootste deel van de Joodse gemeenschap uit Oisterwijk zich te Tilburg. Een synagoge was er echter nog niet, en men kwam bijeen in diverse gehuurde zalen. In 1820 kocht men een huis aan het huidige Piusplein en verbouwde dit tot synagoge. Toen de gemeenschap verder groeide werd een groter gebouw, gelegen aan de Zomerstraat, betrokken.
In 1855 werd te Tilburg een Joodse begraafplaats geopend, gelegen aan de Bredaseweg. Voordien begroef men zijn doden te Oisterwijk. In 1874 werd uiteindelijk de nieuwe, huidige, synagoge aan de toenmalige Comediestraat (nu: Willem II-straat) ingewijd. Architect was Jean Fremau.
De Joodse gemeenschap groeide ondertussen verder, en in de jaren 30 van de 20e eeuw vestigden zich ook vluchtelingen uit nazi-Duitsland te Tilburg. De bezetting betekende de uitsluiting van Joodse kinderen van openbare scholen in 1941 en de deportatie van 40% van de Joodse bevolking in de jaren 1942-'43. De overgeblevenen vonden een onderduikadres. Het interieur van de synagoge werd door de nazi's vernield.
In 1949 werd de synagoge heropend en nu gebruikt door de orthodox-Joodse gemeenschap. Het aantal Joodse inwoners was gedurende de bezettingsjaren gedaald van 171 tot 120. Het aantal Joden nam echter steeds verder af. Daarom werd de synagoge in 1976 overgedragen aan de burgerlijke gemeente Tilburg. Nadat het gebouw een aantal jaren voor sociaal-culturele activiteiten werd gebruikt, werd het in 1998 overgedragen aan de Liberaal Joodse Gemeente Brabant. Ook de vooruitstrevende Joden uit de omgeving van Antwerpen zijn hierop aangewezen. 
De Orthodoxe Gemeente fuseerde met die in Breda. In 1998 woonden er nog slechts dertien Joden in Tilburg.

## Gebouw
Het gebouw kenmerkt zich door een symmetrische voorgevel in baksteenarchitectuur met tal van versieringen. Links en rechts zijn, eveneens symmetrisch gerangschikt, twee poortjes te vinden. De Oosters aandoende ornamenten zijn ontleend aan synagogen in Berlijn, Dresden en Eindhoven.